# Michel Corboz

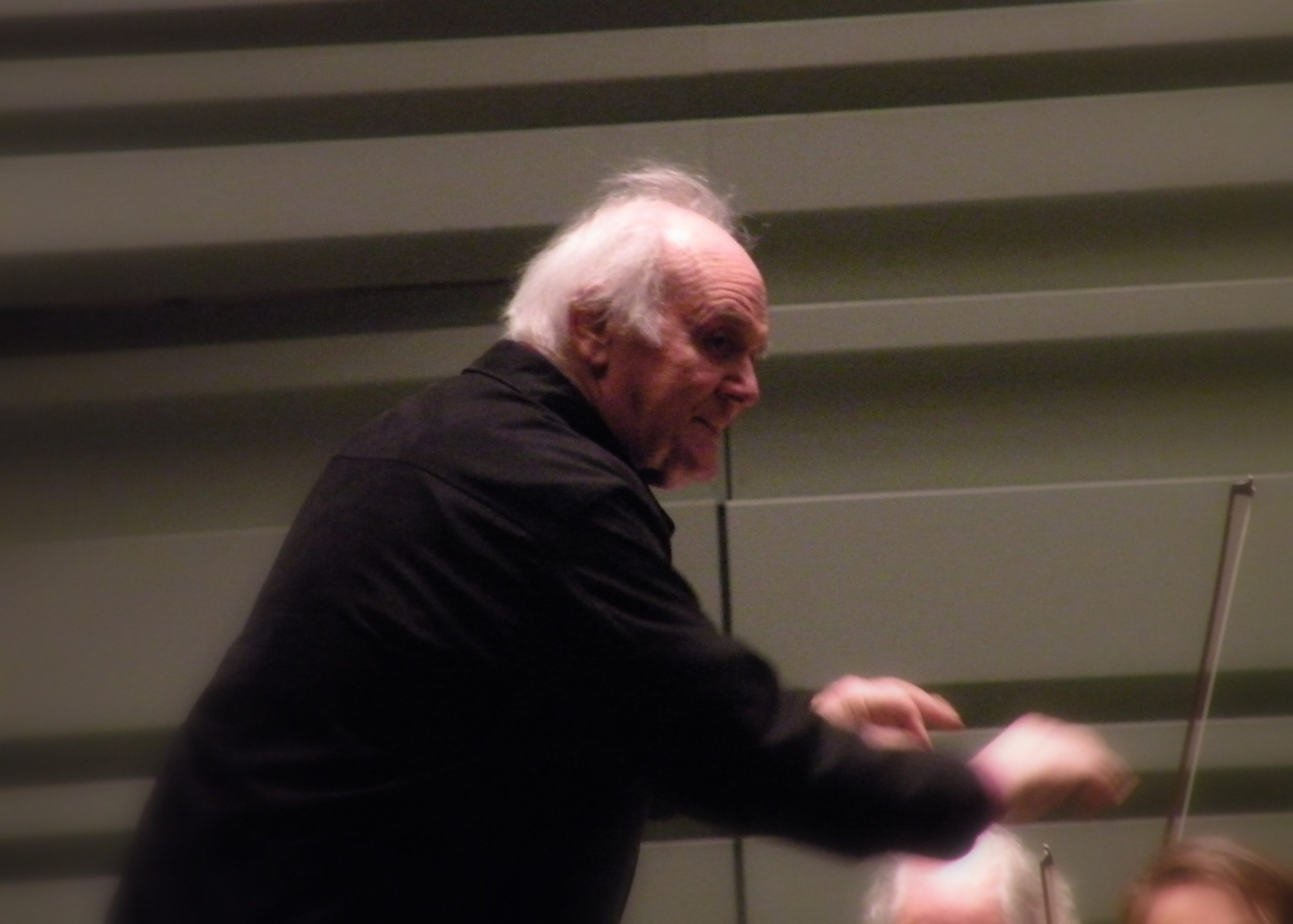
Michel Corboz während la Folle Journée 2009.

Michel Corboz (* 14. Februar 1934 in Marsens, Kanton Freiburg; † 2. September 2021 in Glion sur Montreux) war ein Schweizer Dirigent und Komponist.

## Leben
Michel Corboz besuchte zuerst in Freiburg (Schweiz) das Lehrerseminar bei Pierre Kaelin und studierte dann am dortigen Konservatorium KF Gesang bei Juliette Bise und Musiktheorie bei Aloÿs Fornerod sowie am Institut Ribaupierre in Lausanne Komposition bei Pierre Chatton. 1961 gründete er das Ensemble vocal et instrumental de Lausanne, dessen Leiter er auch war und mit welchem er zahlreiche Konzerte im In- und Ausland gegeben sowie Plattenaufnahmen gemacht hat. Als Dirigent dieser Formation gelang ihm mit Einspielungen der Marienvesper und des Orfeo von Claudio Monteverdi 1965 und 1966 der internationale Durchbruch. Ab 1969 leitete er zusätzlich als Chefdirigent den Chor des Gulbenkian-Orchesters in Lissabon.
Von 1976 bis 2004 lehrte er Chorleitung am Genfer Konservatorium.
Sein Repertoire reichte von Bach, Mozart, Schubert, Mendelssohn, Brahms über Verdi, Puccini, Fauré, Duruflé bis zu Frank Martin und Arthur Honegger. Mit seinen Ensembles in Lausanne und Lissabon, die er bis 2019 leitete, hinterließ Corboz über 100 Einspielungen, vor allem auf dem Label Erato.
Mit seinem Sohn, dem Musiker Benoît Corboz, arbeitete er auch zusammen. Im Juni 2021 gab er ein Abschiedskonzert in Genf. Er starb am 2. September 2021.

## Auszeichnungen
- 1996: Ordre des Arts et des Lettres (Komtur)[10]
- 1999: Orden des Infanten Dom Henrique (Großkreuz)
- 2003: Preis der Stadt Lausanne
- 2008: Prix Leenards

## Diskografie (Auswahl)
- 1964 Claudio Monteverdi: Messa a 4 voci da cappella. Ingegneri: Lamentations de Jérémie, Tenebræ factæ sunt. (Erato STE 50238; 1964)
- 1965 Alessandro Scarlatti: Missa ad usum cappellæ pontificiæ. Six motets. Erato STE 50287.
- 1967 Claudio Monteverdi: Vespro della Beata Vergine. Erato STU 70325/27. Grand Prix de l’Académie Charles-Cros.
- 1967–69 Claudio Monteverdi: Selva morale e spirituale. Erato STU 70386/87. Grand Prix Arthur Honegger 1968 de l’Académie du disque français. Grand Prix du Disque de l’Académie Charles Cros. Prix mondial du disque, Montreux (Chillon d’argent). Réédité en CD: Erato 4509-98530-2.
- 1968 Claudio Monteverdi: L’Orfeo. Erato STU 70440/42. Réédition: OX 35-36-2 RE. Grand Prix de l’Académie du Disque Français. Deutscher Schallplattenpreis. Grand Prix des Discophiles. Prix Edison (Pays-Bas). Disque d’Or Japonais.
- 1969 Auteurs du XVIe: «La chanson et la danse». Avec l’Ensemble Ricercare (Zürich). Erato STU 70491.
- 1969 Michel-Richard Delalande: De Profundis S 23, Regina Cœli S 53. LP Erato STU 70584 report CD.
- 1969 Claude Goudimel: Messe « Le bien que j’ay » Erato STU 70678.
- 1970 Compositeurs vénitiens. I Dolci Frutti. Erato STU 70698. Prix des Discophiles.
- 1971 Giovanni Gabrieli: Sacræ Symphoniæ, vol. 2. Avec le Grand Chœur de l’Université et l’Orchestre de Chambre de Lausanne. Erato STU 70675.
- 1972 Johann Sebastian Bach: Magnificat, Cantate BWV 187. Erato STU 70710.
- 1972 Johann Sebastian Bach: Messe en si. Erato STU 70715/17.
- 1972 Gabriel Fauré: Requiem. Erato STU 70735.
- 1973 Marc-Antoine Charpentier: Messe pour les trépassés à 8 H.2, Motet pour les trépassés à 8 H.311, Prose des morts Dies irae H.12, Élèvation H.234, Miserere des Jésuites H.193, Soli, Choeur Symphonique & Orchestre de la Fondation Gulbenkian de Lisbonne. 2 LP Erato STU 70.765/66 (1973). Report CD, sans H.193, ECD 8812.
- 1974 Johann Sebastian Bach: Messes brèves. 2 LP Erato STU 70805. Réédité en CD: Erato 4509-97236-2. Grand Prix de la Radio-Télévision Belge.
- 1974 Giovanni Bassano: Chansons et madrigaux. Solistes de l’EVL, Michel Piguet, flûte à bec, A. Bailes, luth. Erato STU 70832.
- 1974 Claudio Monteverdi: Les plus beaux madrigaux. Vol. 1: Erato STU 70848; Vol. 2: Erato STU 70849. Grand Prix de l’Académie du Disque Lyrique. Grand Prix de la Radio-Télévision Belge.
- 1975 Benedetto Marcello: Sept Psaumes. Erato STU 70845/6
- 1975 Antonio Vivaldi: La musique sacrée, vol. 1. Erato STU 70910. Réédition: ECD 88070. Grand Prix des Disquaires de France 1976.
- 1975 Claudio Monteverdi: Les plus beaux madrigaux, vol. 3 à 5. Erato STU 70907/9. Réédition: R30 E522-7.
- 1975 Mozart: Requiem, Fondation Gulbenkian de Lisbonne. ERATO.
- 1977 Antonio Vivaldi: La musique sacrée, vol. 2 à 4. Erato STU 71003/5.
- 1977 Antonio Vivaldi: La musique sacrée, vol. 5. Erato STU 71018.
- 1977 Joseph Haydn: Theresienmesse. Erato STU 71058. Grand Prix de l’Académie du Disque Lyrique.
- 1977 Johann Sebastian Bach: Cantates BWV 198 (Trauer Ode), 11, 58, 78. Erato STU 71099.
- 1977 Marc-Antoine Charpentier: Te deum H.146, Tenebrae facta sunt H.129, Salve Regina à 3 choeurs H.24, Nuit, extrait de H.416, (4), Seniores populi H.117, Soli, Choeur Symphonique & Orchestre de la Fondation Gulbenkian de Lisbonne. LP Erato STU 71002. Report CD couplé avec H 24, H 224, H 129, ECD 55038.
- 1977–78 Felix Mendelssohn Bartholdy: Psaumes 42, 95 et 115. Réédité en CD: Erato 2564-69706-4.
- 1978 Johann Sebastian Bach: Passion selon St-Jean. Erato STU 71151. Réédité en CD: Erato 2292-45406-2. Grand Prix de l’Académie du Disque Français.
- 1978 Marc-Antoine Charpentier: Le Jugement dernier H.401, Beatus vir H.224, Soli, Choeur & Orchestre de la Fondation Gulbenkian de Lisbonne. LP Erato STU 71222 (1978). Report CD couplé avec le Miserere des Jésuites H.193, ECD 71579
- 1979 Franz Schubert: Stabat Mater, Magnificat, Offertoire. Erato STU 71262. Réédité en CD: Erato 4509-96961-2.
- 1979 Claudio Monteverdi: Les plus beaux madrigaux, vol. 6-8. Avec l’Ensemble Baroque de Drottningholm. Erato ECD 88108.
- 1981 Johann Sebastian Bach: Messe en si mineur. Erato STU 71314.
- 1982 Marc-Antoine Charpentier: David et Jonathas H.490, Paul Esswood, David, Colette Alliot-Lugaz, Jonathas, Philippe Huttenlocher, Saül, Roger Soyer, Achis, Antoine David, Joabel, René Jacobs, La Pythonisse, Pari Marinov, L’Ombre de Samuel, Maitrise de L’Opéra de Lyon, Enfants de la Cigale, de Lyon, et du lycée musical, English Bach Festival Baroque Orchestra, dir. Michel Corboz. 2 LP/CD Erato 1981.
- 1983 Johann Sebastian Bach: Passion selon St-Matthieu. Erato ECD 880633. Réédité en CD: Erato 2292-45375-2.
- 1983 Claudio Monteverdi: Vespro della Beata Vergine. Avec l’Orchestre Baroque de Londres. Erato ECD 88024.
- 1984 Johann Sebastian Bach: Oratorio de Noël, Erato, 1985.
- 1986 Maurice Duruflé: Requiem, Erato, Réédité en CD 1992, Chœur Et Orchestre Colonne, Teresa Berganza, José Van Dam, Philippe Corboz, Ensemble Vocal „Audite Nova“ de Paris, Jean Sourisse.
- 1987 Henry Purcell: Dido and Aeneas, Ensemble instrumental de Lausanne, Choeur du Théâtre municipal de Lausanne, Teresa Berganza, Per-Arne Wahlgren, Danielle Borst. Erato/Cascavelle ECD 88244.
- 1988 Felix Mendelssohn Bartholdy: Christus, Hör mein Bitten, Ave Maria, Verleih, Te Deum (enreg. 1987). Erato ECD 75489.
- 1989 Charles Gounod: Missa Choralis. Saint-Saëns: Messe pour Chœur et 2 orgues. Erato ECD 75540.
- 1989 Gioacchino Rossini: Petite Messe solennelle. Erato ECD 75466. Réédition: Erato 2292-45321-2.
- 1990 Albert Alain: Messe pour chœur et 2 orgues. Vierne: Messe pour chœur et 2 orgues. Jean Langlais: Messe pour chœur et 2 orgues. Erato 2292-45511-2.
- 1990 Georg Friedrich Händel/Mozart: Le Messie. Erato 2297-45491-2.
- 1990 Arthur Honegger: La Danse des morts, Une Cantate de Noël. Cascavelle VEL 3023.
- 1991 Wolfgang Amadeus Mozart: Requiem. Cascavelle VEL 1012.
- 1991 Wolfgang Amadeus Mozart: Messe en ut. Cascavelle VEL 1011.
- 1991 Frank Martin: In Terra Pax; Et la vie l’emporta. Cascavelle VEL 1014.
- 1991 Arthur Honegger: Judith. Cascavelle VEL 1013.
- 1991 Arthur Honegger: Le Roi David. Cascavelle VEL 1017.
- 1992 Gabriel Fauré: Requiem et cantiques. Aria-FNAC 592097.
- 1992 Claudio Monteverdi: Messa da cappella. F. Martin: Messe à double chœur. Cascavelle VEL 1025.
- 1993 Marc-Antoine Charpentier: Vêpres aux Jésuites, H.536, H.204, H.361, H.203 - 203 a, H.225, H.32, H.208, H.35, H.160 -160 a, H.67, H.78. (Reconstitution Catherine Cessac) Avec l’ensemble L’arpa festante. 2 CD Cascavelle VEL 1030.
- 1994 Félix Mendelssohn: Œuvres religieuses. Aria-FNAC 592298.
- 1994 Johann Sebastian Bach: Passion selon St-Jean. Cascavelle VEL 1036.
- 1995 Johann Sebastian Bach: Motets. Cascavelle VEL 1052.
- 1996 Johann Sebastian Bach: Messe en si mineur Michel Corboz Virgin Classics 7243 5 62334 2 3.
- 1996 Johannes Brahms: Ein deutsches Requiem (enregistré au Festival Michel Corboz 1989). Aria-FNAC 961002.
- 1996 Giacomo Carissimi Jephté; Domenico Scarlatti: Stabat Mater Cascavelle VEL 1060.
- 1998 Johann Sebastian Bach: Messe en si mineur (enregistrée en 1996). Aria 970901.
- 1998 Mozart: Requiem (enregistré en 1995). Avec l’orchestre de Chambre de Genève. Aria 971201.
- 1999 Frank Martin: Golgotha (enregistré en 1994). Avec le Sinfonietta de Lausanne. Cascavelle VEL 3004.
- 1999 Johannes Brahms: Motteten, Lieder und geistliche Gesänge (enregistré en 1997). Cascavelle VEL 1070.
- 2005 Gabriel Fauré: Requiem (enregistré en direct à Tokyo). Avec l’Ensemble Instrumental de Lausanne.
- 2006 Gabriel Fauré: Requiem, œuvres religieuses. Avec le Sinfonia Varsovia. Mirare MIR028.
- 2007 Franz Schubert: Messe en mi bémol majeur. Avec l’Orchestre de Chambre de Lausanne. Mirare MIR 051.
- 2008 Johann Sebastian Bach: Messe en si mineur. Avec l’Ensemble Instrumental de Lausanne. Mirare MIR 081.
- 2009 César Franck et Charles Gounod: Les Sept Paroles du Christ en Croix. Mirare MIR 106.
- 2011 Charles Gounod: Messe de Requiem et Messe chorale, Mirare MIR 129.

## Filmmusik
- Tenebrae Factae Sunt (Marc-Antoine Charpentier) in Le temps qui reste (2005).